# Antonio Otero Seco
Pour les articles homonymes, voir Otero et Seco (homonymie).
Antonio Otero Seco (Cabeza del Buey en Espagne, 1905 - Rennes, 29 décembre 1970) est un écrivain, poète, journaliste et critique littéraire espagnol.

## Biographie
Né en Espagne en 1905, Antonio Otero Seco est républicain espagnol et franc-maçon. Emprisonné, condamné à mort, il est libéré vers 1941. Il parvient à passer la frontière, déguisé en prêtre, et s'exile en France de 1947 à 1970, à Paris, puis à Rennes où il enseigne la langue et littérature espagnoles à l’Université Rennes-II.
Antonio Otero Seco épouse María Victorina San José ; de ce mariage naissent trois enfants :
- Antonio Otero Seco
  - Mariano Otero (1942-2019), peintre espagnol. Il épouse Marie-Alice Villeneuve, dont naissent deux filles : Olga et Maruja.
  - Isabel Otero ( 1944-2011). Elle épouse le poète et essayiste Yves Cossic, dont naissent deux fils : Germinal Yves-Marie et Adrián Francisco Antonio.
  - Antonio Otero. Il épouse Clotilde Vautier (1939-1968), artiste-peintre, dont naissent deux filles. Il a également un fils, né d'une seconde union.
    - Isabel Otero (1962), actrice française. De sa relation avec Hippolyte Girardot nait une fille.
      - Ana Girardot (1988), actrice.

    - Mariana Otero (1963), réalisatrice.
    - Antojo Otero (1984), acteur.

## Œuvre littéraire
Dans sa jeunesse, Antonio Otero Seco publia quelques romans courts à Badajoz et des articles dans les journaux El Correo Extremeño, La Libertad y Nuevo Diario de Badajoz. Il a étudié le Droit et la Philosophie et la Littérature à Séville, Grenade et enfin à Madrid en 1930 où il reçut à l'Université Centrale son doctorat en Philosophie et Littérature. Il commença ensuite sa carrière littéraire et journalistique. D'idéologie républicaine (plutôt centre gauche comme Manuel Azaña)  et maçonne, il publia des articles dans des revues espagnoles telles que Nuevo Diario, Correo Extremeño, La Libertad, Diario de Madrid, Madrid Herald, Mundo Gráficoe, Estampa, La Voz, El Sol, La Verda, Politica, Mission, Mundo Obrero, Frente Rojo, Levante et CNT. En France, il collabora aux journaux Le Monde, Les Temps Modernes, Le Monde des Livres.
Sa pièce La princesse Coralina a été jouée à Madrid en 1934 et à Valladolid l'année suivante. Antonio Otero Seco réalisa la dernière interview que Federico García Lorca accorda peu de temps avant son exécution. C'était le 3 juillet 1936 pour Graphic World. Il a épousé María Victorina San José, dont il a eu trois enfants dont Mariano (l'artiste-peintre) et Antonio (le père d'Isabel Otero et de Mariana Otero et d'Antojo Otero).
Quand éclata la guerre civile, il continua à écrire dans la presse républicaine, où il signait parfois sous le pseudonyme «Antonio de la Serena», en référence à son quartier natal. En 1936, il écrivit avec le commandant Elías Palma Ortega Gavroche sur le parapet, le premier roman de la guerre publié dans l'Espagne républicaine.
Après la guerre civile, il a été emprisonné dans la prison de Madrid de Diaz Porlier accusé de "campagne journalistique très active contre le mouvement national et les excuses de la cause marxiste, entre autres"
et condamné à mort, peine commuée plus tard en 30 ans. Il fut conduit ensuite à la prison d'El Dueso, forteresse d'horreurs en face de la plage de Berria, de Santoña et en fut libéré en 1942. Dans les prisons de Porlier et El Dueso, il avait écrit une série de poèmes rassemblés sous le titre d' Absence et consacrés à sa femme. Il collabore ensuite à l'hebdomadaire Misión, dans lequel il écrit une série de biographies historiques sous le label "Claros Varones de España", signées avec le pseudonyme Luis Herrera. Il écrit également deux pièces de théâtre en vers (L'amour éternel, Le Roi des Ors) publiées à Madrid et à Barcelone sous le nom de Manuel Ortega Lopo. Ses activités clandestines l'amènent à être détenu et soumis à la torture afin qu'il puisse livrer le nom des organisateurs. Il ne dénonce pas, et parvient à  corrompre l'un des gardes, qui l'aide à s'échapper. Un jour de mars 1947, il s'exile en France déguisé en prêtre et avec de faux papiers, d'abord à Paris puis à Rennes.
À Paris, il s'associe à des hispanistes tels que Jean Cassou, président de l'Association France-Espagne, ou Jean Sarrailh, recteur de l'Université de Paris, ainsi qu'à des intellectuels français comme Albert Camus ou Jean-Paul Sartre. Dans le magazine Les Temps Modernes, il fait connaître son expérience carcérale dans le but de dénoncer la réalité de «l'univers concentrationaliste franquiste». Entre 1950 et 1952, il travaille comme traducteur pour l' ONU et l' UNESCO puis, grâce au soutien de Jean Sarrailh, il a obtenu un poste de lecteur d'espagnol à l' Université de Rennes, où il comptait parmi ses étudiants le futur hispaniste Jean-François Botrel. À Rennes, il mena une vie quelque peu isolée des cercles d'émigrés espagnols, concentrée principalement à Paris et Toulouse.
Il meurt le 29 décembre 1970 dans "l'exil sans plainte ni amertume" comme l'écrivait Le Monde le 7 janvier 1971, avec, comme l'a dit Albert Bensoussan, "le soleil sous les paupières". Il a été enterré au Cimetière de l'Est à Rennes.

## Décorations et hommages
En septembre 1970, il reçoit les Palmes Académiques « pour services rendus à la culture française ». Deux ans après sa mort due au cancer le 29 décembre 1970, l’Université de Haute-Bretagne publie, un Hommage à Antonio Otero Seco qui réunit divers témoignages d’écrivains espagnols et français, ainsi que le recueil de poèmes España lejana y sola qu’il avait laissé inédit.
Sur la plaque qui, en 1971, à l'Université de Rennes 2, a été placée dans la bibliothèque espagnole qui portera dorénavant son nom, on peut lire: «Antonio Otero Seco. Espagnol, libéral, républicain, né en 1905, était un poète, journaliste et critique littéraire. Exilé en France, il enseigne l'espagnol depuis 1952 dans cette université et meurt en 1970 d'éloignement et de nostalgie ».

## Ouvrages
- El dolor de la vejez (Badajoz, 1925)
- La tragedia de un novelista (Badajoz, 1926)
- La amada imposible (Badajoz, 1926)
- Una mujer, un hombre, una ciudad (Barcelona: Ediciones Bistagne, 1929).
- La Princesa Coralina (1934)
- Gavroche en el parapeto (trincheras de España), avec Elías Palma, Madrid, Nueva Imprenta Radio, 1937.
- Vida entre paréntesis (récit autobiographique inédit)
- Obras, Université de Haute Bretagne, Rennes 1972
- España lejana y sola, Université de Haute Bretagne, Rennes 1972
- La dernière interview de Federico Garcia Lorca et autres écrits, La Part commune, 2013
- Poésie 1930-1950 Tome 1, Éditions Folle Avoine, 2016
- Poésie 1950-1970 Tome 2, Éditions Folle Avoine, 2016
- Écrits sur Dali et Picasso, édition bilingue, dessins de Mariano Otero, La Part commune, 2016
- La vie entre parenthèses, Éditions Folle Avoine, 2018